# Gyaritus giganteus
Gyaritus giganteus är en skalbaggsart som beskrevs av Stefan von Breuning 1938. Gyaritus giganteus ingår i släktet Gyaritus och familjen långhorningar. Inga underarter finns listade i Catalogue of Life.